# Steinbach (Moselle)
Pour les articles homonymes, voir Steinbach.
Steinbach est un hameau et une ancienne commune de Moselle en région Grand Est.

## Toponymie
- Steimbach en 1682, Steinbach en 1793.
- Stäänboch en francique lorrain.

## Histoire
- Relevait de la châtellenie d'Albestroff et était annexe de la paroisse de Guéblange.
- D'abord Rattaché à  Wentzviller (nommé Vintzveiller à l'époque) par décret du 19 avril 1811, puis fut rattaché à Guéblange par décret du 8 octobre 1813.

## Démographie
| 1793 | 1800 | 1806 | 1900 |
| ---- | ---- | ---- | ---- |
| 236  | 255  | 259  | 247  |